# Кипар на Европском првенству у атлетици на отвореном 2018.
Кипар је учествовао на 24. Европском првенству у атлетици на отвореном 2018. одржаном у Берлину, (Немачка), од 6. до 12. августа 2018. године. Ово је 13. европско првенство у атлетици на отвореном на којем је Кипар учествовао. Репрезентацију Кипара представљало је 11 спортиста (7 мушкараца и 4 жена) који су се такмичили у 12 дисциплина (7 мушких и 5 женских).
На овом првенству представници Кипара нису освојили ниједну медаљу. У табели успешности према броју и пласману такмичара који су учествовали у финалним такмичењима (првих 8 такмичара) Кипар је са 1 учесником у финалу заузела 37. место са 1 бодом.
| Плас. | Земља | 1. место | 2. место | 3. место | 4. место | 5. место | 6. место | 7. место | 8. место | Бр. финал. - Бод. |
| ----- | ----- | -------- | -------- | -------- | -------- | -------- | -------- | -------- | -------- | ----------------- |
| 37.   | Кипар | -        | –        | -        | -        | –        | –        | –        | 1 - 1    | 1 - 1             |

## Учесници
| Мушкарци: - Паисиос Димитриадис — 200 м - Христос Деметриоу — 800 м - Амин Хадири — 1.500 м - Милан Трајковић — 110 м препоне - Василиос Константину — Скок увис - Никандрос Стилијану — Скок мотком - Апостолос Парелис — Бацање диска | Жене: - Оливија Фотопоулоу — 100 м - Наталија Евангелидоу — 800 м, 1.500 м - Наталија Кристофи — 100 м препоне - Нектарија Панаји — Скок удаљ |  |

## Резултати

### Мушкарци
| Атлетичар            | Дисциплина    | Лични рекорд | Квалификације         | Квалификације         | Полуфинале            | Полуфинале            | Финале                | Финале       | Детаљи |
| Атлетичар            | Дисциплина    | Лични рекорд | Резултат              | Место                 | Резултат              | Место                 | Резултат              | Место        | Детаљи |
| -------------------- | ------------- | ------------ | --------------------- | --------------------- | --------------------- | --------------------- | --------------------- | ------------ | ------ |
| Паисиос Димитриадис  | 200 м         | 20,98        | 21,31                 | 8. у гр. 4            | Нису се квалификовали | Нису се квалификовали | Нису се квалификовали | 37 / 40      |        |
| Христос Деметриоу    | 800 м         | 1:47,19      | 1:50,62               | 7. у гр. 1            | Нису се квалификовали | Нису се квалификовали | Нису се квалификовали | 31 / 31 (33) |        |
| Амин Хадири          | 1.500 м       | 3:39,50 НР   | 3:45,97               | 9. у гр. 2            |                       |                       | Нису се квалификовали | 19 / 34      |        |
| Милан Трајковић      | 110 м препоне | 13,25 НР     | Директно у полуфиналу | Директно у полуфиналу | 13,57                 | 4. у гр. 2            | Нису се квалификовали | 15 / 28      |        |
| Василиос Константину | Скок увис     | 2,26         | 2,11                  | 6. у гр. А            |                       |                       | Нису се квалификовали | 26 / 27 (28) |        |
| Никандрос Стилијану  | Скок мотком   | 5,61         | 5,36                  | 16. у гр. Б           | 22 / 31 (36)          |                       | Нису се квалификовали |              |        |
| Апостолос Парелис    | Бацање диска  | 65,69 НР     | 62,32 кв              | 5. у гр. А            | 63,62 ЛРС             | 8 / 24 (26)           |                       |              |        |

### Жене
| Атлетичарка          | Дисциплина    | Лични рекорд | Квалификације    | Квалификације    | Полуфинале            | Полуфинале            | Финале                | Финале                | Детаљи |
| Атлетичарка          | Дисциплина    | Лични рекорд | Резултат         | Место            | Резултат              | Место                 | Резултат              | Место                 | Детаљи |
| -------------------- | ------------- | ------------ | ---------------- | ---------------- | --------------------- | --------------------- | --------------------- | --------------------- | ------ |
| Оливија Фотопоулу    | 100 м         | 11,49        | Дисквалификована | Дисквалификована | Није се квалификовала | Није се квалификовала | Није се квалификовала | Није се квалификовала |        |
| Наталија Евангелидоу | 800 м         | 2:02,10 НР   | 2:03,38          | 7. у гр. 1       | Нису се квалификовале | Нису се квалификовале | Нису се квалификовале | 21 / 32 (33)          |        |
| Наталија Евангелидоу | 1.500 м       | 4:10,98 НР   | 4:25,91          | 12. у гр. 2      | Нису се квалификовале | Нису се квалификовале | Нису се квалификовале | 24 / 24               |        |
| Наталија Кристофи    | 100 м препоне | 13,36        | 13,53            | 7. у гр. 2       | Нису се квалификовале | Нису се квалификовале | Нису се квалификовале | 30 / 30 (31)          |        |
| Нектарија Панаји     | Скок удаљ     | 6,72         | 6,62 кв          | 5. у гр. А       |                       |                       | 6,29                  | 11 / 25 (27)          |        |